# Heras de Ayuso
Heras de Ayuso är en kommun i Spanien.   Den ligger i provinsen Provincia de Guadalajara och regionen Kastilien-La Mancha, i den centrala delen av landet, 60 km nordost om huvudstaden Madrid. Antalet invånare är 260. Arean är 10,0 kvadratkilometer.
Terrängen i Heras de Ayuso är platt.